# Дед Кенедис
Дед Кенедис (на английски: Dead Kennedys – в превод „Мъртвите Кенеди“) e американска хардкор пънк група създадена през месец юни 1978 г. в Сан Франциско, Калифорния. Дед Кенедис се разпада 1986 г., но отново се събира през 2001 г. и съществува и до днес, само че без емблематичният си вокал Джело Биафра, който участва като вокал на турнетата на друга група Мелвинс. Настоящи членове на групата са Джеф Пеналти, Ийст Бей Рей, Клаус Флорид и Д.Х. Пелигро.

## Дискография

### Студийни албуми
- Fresh Fruit for Rotting Vegetables (Пресни плодове за загниващи зеленчуци) – септември 1980
- Plastic Surgery Disasters (Злополуки с пластични хирургии) – ноември 1982
- Frankenchrist – октомври 1985
- Bedtime for Democracy (Време за лягане за демокрацията) ноември 1986